# Moses Blah
Moses Blah, född 18 april 1947 i Toweh Town, Nimba County, död 1 april 2013 i Monrovia, var Liberias president under perioden 11 augusti till 14 oktober 2003, då en övergångsregering installerades. Blah var vicepresident under Charles Taylor från år 2000. Han var arresterad under 10 dagar i juli 2003 efter att ha anklagats för att ha konspirerat mot Taylor.